# Brustseuche
Brustseuche (Epidemia pectoralis, Pleuropneumonia contagiosa equorum oder Pneumo-Pleuresia contagiosa equorum) ist eine ansteckende, nicht selten tödlich verlaufende Pferdekrankheit, die Lungen und Pleura befällt. Sie war eine bedeutsame Pferdekrankheit des 19. und frühen 20. Jahrhunderts, vor allem bei Militärpferden vor dem Ersten Weltkrieg führte sie zu massiven Verlusten. Danach trat sie kaum noch auf, der letzte an der Universität Leipzig festgestellte Fall war 1931. Die Ursache dieser historischen Pferdekrankheit ist heute nur noch schwer aufzuklären. Sie wurde durch ein Virus, nach anderer Auffassung durch Mykoplasmen verursacht.
Die Brustseuche wurde früher zu Unrecht mit Pferdestaupe und Skalma unter der Sammelbezeichnung Pferdeinfluenza zusammengefasst. Von Laien wird der Begriff „Brustseuche“ für alle möglichen Atemwegserkrankungen verwendet.

## Symptome
Die Brustseuche der Pferde ist eine ansteckende Entzündung eines oder beider Lungenflügel, sehr häufig auch des Brustfells, die oft das Herz sowie die Nieren in Mitleidenschaft zieht. Zu den Symptomen der Brustseuche zählen Mattigkeit, oft Husten, dann rasch steigendes Fieber, hochfrequenter Puls, Herzpochen, gelbrote Färbung der Bindehaut, Appetitlosigkeit und Atembeschleunigung. Häufig und lebensgefährlich ist die Herzmuskelentzündung. Nach dem Überstehen schwerer Brustseuche-Erkrankungen entwickeln sich oft typische Nachkrankheiten, besonders Sehnen- und Sehnenscheidenentzündungen, ferner innere Augenentzündung und Kehlkopfpfeifen.
Die Inkubationszeit beträgt fünf bis zehn Tage. Wenn keine Komplikationen eintreten, ist der Höhepunkt des Krankheitsverlaufs mit dem sechsten bis achten Tag erreicht, dann tritt unter raschem Sinken des Fiebers deutliche Besserung ein, der jedoch noch eine mehrwöchige Rekonvaleszentenzeit folgt. Zu den häufigen Komplikationen gehört die Brustfellentzündung. Die Mortalität der an Brustseuche erkrankten Pferde ist relativ hoch, Werte von knapp vier bis zu 20 Prozent sind in der Literatur zu finden.
Die Infektion erfolgt von Tier zu Tier – Rekonvaleszenten bleiben lange ansteckend – und durch Zwischenträger. Die Ansteckungsgefahr kann erst als beendet gelten, wenn der letzte Patient sechs Wochen lang Rekonvaleszent gewesen ist. Genesene Pferde besitzen meist für ihr ganzes Leben Immunität gegen Brustseuche.

## Therapie
Medikamentöse Behandlung der Pferde kann bei Brustfellentzündung und Herzschwäche angezeigt sein, ist ansonsten aber meist unnötig. Wichtig für einen günstigen Krankheitsverlauf sind gute hygienische Bedingungen: frische Luft, Diät, saubere Streu, Ruhe in der Umgebung, sorgfältige Stallpflege. Man sondert daher die erkrankten Pferde in einem gut durchlüfteten, möglichst großen Stall ab oder hält sie bei günstiger Witterung sogar im Freien. Im frühen 20. Jahrhundert wurde auch Arsenverbindungen wie Arsphenamin zur Behandlung eingesetzt.

## Militärische Bedeutung der Brustseuche
Pferde waren aufgrund des geringen Motorisierungsgrades der Gesellschaft noch bis ins 20. Jahrhundert hinein als Reit- und Zugtiere überaus wichtig, nicht zuletzt für das Militär. Das Ausbrechen von Pferdekrankheiten wie der Brustseuche konnte die Mobilität ganzer Einheiten einschränken und diese dienstunfähig machen. Während des Ersten Weltkrieges war die Brustseuche bei Militärpferden stark verbreitet. Deshalb war sie noch nach Kriegsveterinärvorschrift von 1938 für Heerespferde meldepflichtig. Dem offiziellen Kriegsveterinärbericht zufolge galt die Brustseuche in der Zeit vor dem Ersten Weltkrieg „mit Recht als die bei weitem gefährlichste und gefürchteste Seuche der Heerespferde“ Infolgedessen schlug der Reichsführer-SS Heinrich Himmler im Juli 1943 vor, sowjetische Munitionstransporte durch Auslösung von Brustseuche (oder anderer Pferdekrankheiten) bei den Zugtieren zu behindern; dieser Vorschlag wurde jedoch – nicht zuletzt mit Rücksicht auf die Ansteckungsgefahr für die eigenen Militärpferde – nicht umgesetzt.